# Katarzynki (zgromadzenie zakonne)
Katarzynki (Zgromadzenie Sióstr św. Katarzyny Dziewicy i Męczennicy) – żeńskie zgromadzenie zakonne.
Zgromadzenie katarzynek zostało założone w 1571 w Braniewie przez bł. Reginę Protmann.
Zgromadzenie zakonne Katarzynek jest jednym z pierwszych żeńskich zakonów prowadzących czynną działalność apostolską obok życia kontemplacyjnego. Zakon ten prowadzi działalność charytatywną. W Polsce zajmuje się opieką w szpitalach, domach opieki, katechizacją młodzieży, ubogimi, organizacją rekolekcji dla dziewcząt w parafiach, dziećmi w przedszkolach, wystrojem kościołów, wypiekiem Hostii, opieką nad księżmi emerytami.

## Domy zakonne Zgromadzenie Sióstr św. Katarzyny Dziewicy i Męczennicy
Źródło: 
- Dom Prowincjalny – Braniewo
- Braniewo ul. bł. Reginy Protmann
- Barczewo
- Biskupiec
- Bisztynek
- Brąswałd
- Częstochowa
- Dobre Miasto
- Elbląg
- Gietrzwałd

- Głotowo
- Jeziorany
- Krynica Morska
- Lidzbark Warmiński
- Lubomino
- Łomianki
- Nowy Dwór Mazowiecki
- Olsztyn Parafia NSPJ
- Olsztyn – Parafia św. Jakuba

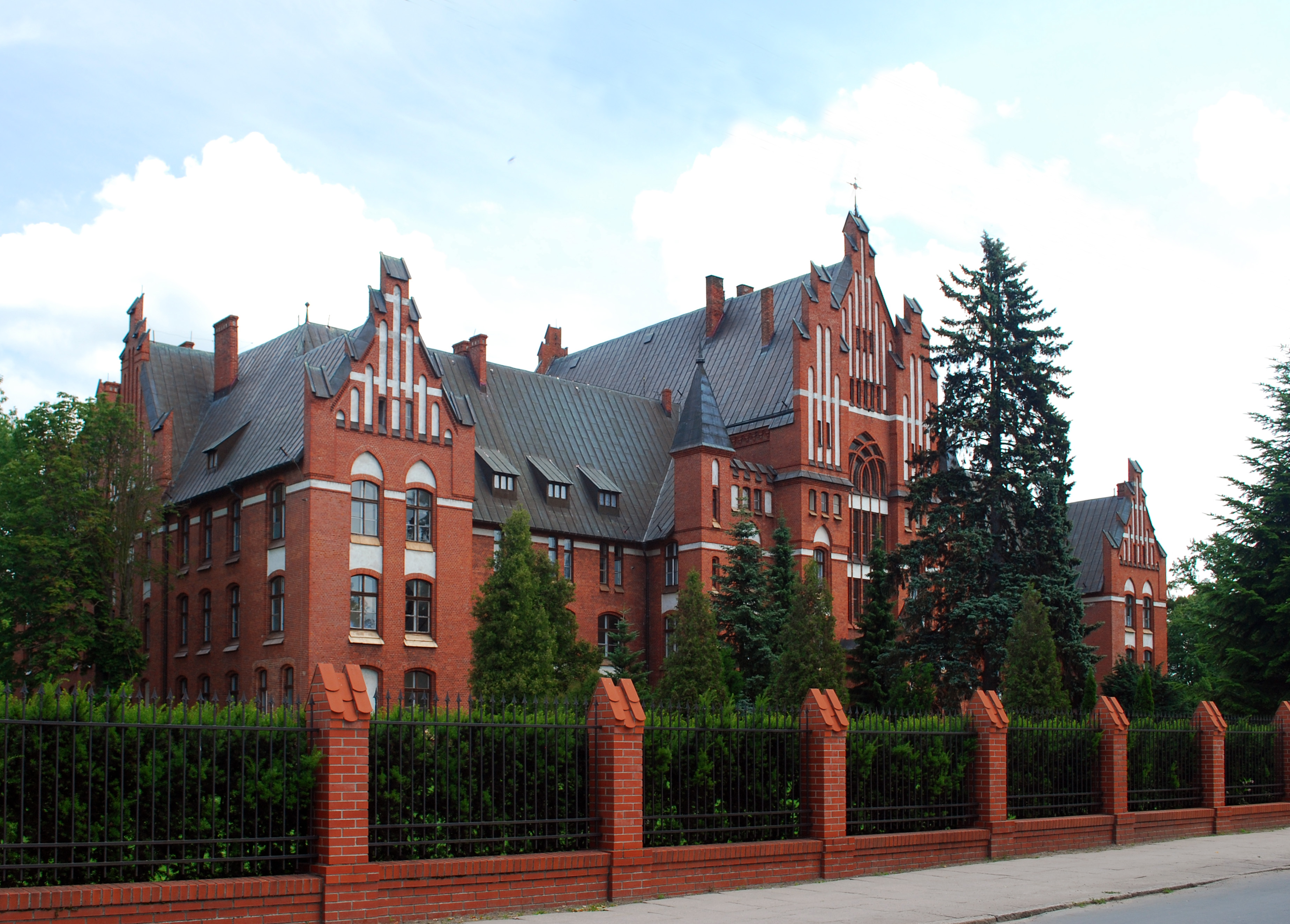
Dom Prowincjalny Zgromadzenia Sióstr św. Katarzyny w Braniewie

- Olsztyn – Dom Biskupów Warmińskich

- Olsztyn Gutkowo
- Orneta
- Siemki
- Święta Lipka
- Warszawa – Chomiczówka
- Białoruś – Krzemienica
- Rosja – Mamonowo
- Rosja – St.Petersburg
- Rosja – Sovietsk